# Oberaurach
Oberaurach település Németországban, azon belül Bajorországban. Lakosainak száma 4046 fő (2023. december 31.).

## Népesség
A település népessége az elmúlt években az alábbi módon változott:
| Lakosok száma | 3589 | 3901 | 4024 | 4029 | 3971 | 4008 | 3975 | 3975 | 4008 | 4046 |
|               | 1970 | 1987 | 2012 | 2013 | 2015 | 2016 | 2018 | 2019 | 2022 | 2023 |